# Rudtjärnen (Nederluleå socken, Norrbotten, 728169-182043)
Rudtjärnen är en sjö i Luleå kommun i Norrbotten och ingår i Altersundet-Luleälvens kustområde.